# سعد الفقيه
سعد بن راشد بن محمد الفقيه العنقري التميمي (ولد في 1 فبراير 1957) هو استشاري وطبيب جراح، وأستاذ مساعد سابقًا، ومعارض سعودي، ورئيس المكتب السياسي للجنة الدفاع عن الحقوق الشرعية، ومؤسس الحركة الإسلامية للإصلاح والمتحدث الرسمي باسمها.

## نشأته
ينتمي الفقيه إلى «العناقر» من بني سعد من تميم، وعائلته هاجرت من نجد إلى الزبير جنوبي العراق لفترة ثم عادت أسرته عندما كان عمر الفقيه 17 عامًا، فأكمل دراسته في مدينة الرياض. حصل على بكالوريوس في الطب والجراحة من جامعة الملك سعود في الرياض وواصل تعليمه إلى أن حصل على الزمالة في الجراحة من بريطانيا وأصبح أستاذ مساعد في قسم الجراحة التابع لكلية الطب في جامعة الملك سعود في الرياض، واستشاري الجراحة في مستشفى الملك خالد الجامعي.

## نشاطه السياسي

### في السعودية
يعد أحد أبرز النشطاء الإسلاميين الإصلاحيين الموقعين على بيان المطالب في أبريل 1991، ومذكرة النصيحة في يوليو 1992، وهما خطابان قُدما للملك فهد بن عبد العزيز للمطالبة بالإصلاح السياسي ومحاربة الفساد، ثم شارك في عام 1993 مع (محسن العواجي ومحمد الحضيف) في تأسيس لجنة الدفاع عن الحقوق الشرعية. وكان له الدور الكبير والمشاركة بالأعمال الإصلاحية الأخرى مثل شريط المدفع العملاق، ولجنة لجام، ونجح في إقناع بعض المشايخ البارزين في المؤسسة الدينية مثل الشيخ عبد الله بن جبرين، وبعد تأسيس اللجنة اعتُقِل الفقيه لأربعة أسابيع في إطار سلسلة اعتقالات شملت اعتقال بعض مؤسسي اللجنة وداعميها وتعذيب بعضهم مثل الدكتور محمد المسعري، وقتل عبد الله الحضيف، وفصلهم جميعًا من وظائفهم بأمر ملكي، وإغلاق مكاتب محاماة بعضهم، وفرض الإقامة الجبرية على بعضهم مثل الشيخ عبد الله المسعري والتشهير بهم إعلامياً، ومنعهم من السفر أو حتى العمل، وإصدار جهاز الإفتاء السعودي فتوى ضدهم استهلت بمقولة: «بناءً على ما قدمه بعض المنتسبين إلى العلم الشرعي بعد تزكية المفتي السابق ونائبه ابن عثيمين على الخطاب وعلى المذكرة وبعد ثنائهم على كل من سعى عليها، وجد هؤلاء النشطاء الإسلاميين أنفسهم ليس لديهم خيار لإكمال مشروعهم الإصلاحي إلا بفتح مكتب في الخارج» وبعد إطلاق سراحهم قررت اللجنة فتح مكتب لها في لندن واختارت أن يمثلها كل من سعد الفقيه رئيساً للمكتب ومحمد المسعري أمينًا عامًا وناطقًا رسميًا.

### في لندن
في عام 1994 غادر الفقيه السعودية مع زوجته وأبنائه الأربعة متجهين إلى لندن بدعوة وجهت له لحضور مؤتمر طبي في سويسرا، حتى يقنع وزارة الداخلية بالسماح له بالسفر بعد منعه من السفر وفصله من عمله بقرار ملكي، وبعد التشهير به بالصحف بالسوء وبعد وضعه تحت رقابة جهاز المباحث السياسية لنشاطه السلمي المحض، فسافر إلى سويسرا ومنها إلى بريطانيا ثم لحقه د.محمد المسعري عن طريق اليمن بعد أن حصل على الجنسية اليمنية حتى يتمكن من السفر إلى بريطانيا من اليمن، وأعلنا في أبريل 1994 معاودة نشاطات اللجنة من لندن وكان هذا البيان هو الثاني بعد البيان الأول وهو البيان التأسيسي للجنة وكان من داخل المملكة. في عام 1996 وأثناء تهديد د. المسعري بنفيه إلى خارج بريطانيا نشب خلف حاد بين الفقيه والمسعري حول طريقة عمل اللجنة انتهى إلى استقالة د. الفقيه وأسس في 11 مارس 1996 الحركة الإسلامية للإصلاح.

## الحركة الإسلامية للإصلاح
كانت الحركة في أول تأسيسها تعتمد على الفاكس من أجل نشاطها الإعلامي، وبعد ذلك انتقلت إلى مرحلة الإنترنت رسائل البريد الإلكتروني، وقد قامت الحركة بالتطور إلى مرحلة البال توك ثم إذاعة راديو ثم قناة سمعية ثم قناة مرئية، وقد أحدث ظهور هذه القناة إلى نقلة نوعية ضخمة للمعارضة الإسلامية في الخارج حيث تمكنت من النجاح واختراقها لجميع الحواجز، ولم يتردد مؤيدوها من الاتصال بها وإلقاء مشاركاتهم من كلمات ورسائل وأخبار ودروس وأناشيد وأشعار ومناظرات، مما أدى إلى قطع القناة من البث إما بالتشويش أو غيره إلى أكثر من ثلاثين مرة، وكذلك اختراق موقع الحركة على الإنترنت أو إغراقها إلكترونيًا أو توريط الحركة قانونياً من خلال رسائل إلكترونية فيها تهديد للأمن القومي البريطاني وغيرها من الطرق، كما للدكتور سعد حضور فعال وكبير في عدد من الفضائيات العربية والأجنبية المحايدة.

## نقد
وصف مفتي السعودية السابق عبد العزيز بن باز المعارضة الإسلامية الإصلاحية السعودية في لندن ممثلة بسعد الفقيه أنها «من ناشري الدعوات الفاسدة الضالة» ودعى إلى «الحذر من نشراتهم، والقضاء عليها، وإتلافها، وعدم التعاون معهم في أي شيء يدعو إلى الفساد والشر والباطل والفتن» كما كان لعضو هيئة كبار العلماء الشيخ صالح اللحيدان انتقاده في الدكتور سعد الفقيه بإقامته في بلد الكفر كما وصف وعدم اعتراض الدكتور سعد عليها وتسائل اللحيدان هل بقي الفقيه على الإسلام أم لا وكان رد الفقيه بتحديه للحيدان أو أي أحد من معارضيه بمناظرته شرعياً أو سياسياً أو بأي منهجية كما جزم الفقيه بعجز اللحيدان على مناظرته لأن ولي أمره لن يسمح له بذلك كما كان لعضو هيئة العلماء السعودية الآخر الشيخ الفوزان فتواه بان من يشاهد قناة الإصلاح التابعة للدكتور الفقيه بأنه آثم ويراه البعض بأنه يسعى لتدمير البيت السعودي لا إصلاحه وانتقده كذلك أحد مرافقيه في النشاط الإصلاحي في بدايته الدكتور محسن العواجي انتقده بتلويث المشروع الإصلاحي ونزعته للعمل الفردي واتهمه بنشر مذكرة النصيحة لمجلة المحرر الفرنسية وحمله الدكتور محمد الحضيف وهو أحد الإصلاحيين في الداخل حمله هو والدكتور المسعري مسؤولية اغتيال أخيه عبد الله الحضيف الذي قد اغتالته المباحث بأمر من وزير الداخلية السابق نايف بقتله على خلفية كشفه لبعض الأمور التي تتعلق بنايف وغيرها.

## اتهامه بدعم القاعدة
أتهمته الولايات المتحدة الأمريكية بالاشتراك بمكتب مع المهندس خالد الفواز، أحد معاوني أسامة بن لادن، وباقتناء الهاتف الفضائي الذي استعمله بن لادن لتنسيق هجوم استهدف سفاراتها في كينيا وتنزانيا عام 1998م. وقالت أكثر من مرة أن موقعه على الإنترنت يتم «استغلاله» لحشد الدعم الإيديولوجي والمادي لتنظيم القاعدة.
و بناء عليه جمدت الولايات المتحدة الأميركية أمواله، وقد صنفته وزارة الخزانة الأميركية على أنه إرهابي عالمي، تبعتها بريطانيا في ديسمبر 2005 بتجميد أرصدة الحركة الإسلامية للإصلاح، وقدمت مع الولايات المتحدة الأمريكية والسعودية طلبا لمجلس الأمن بهيئة الأمم المتحدة لإضافة الحركة الإسلامية للإصلاح إلى قائمته الخاصة بأسماء الأفراد والمنظمات التي يشتبه في صلتها بحركة طالبان أو تنظيم القاعدة الذي يتزعمه أسامة بن لادن.
قام مجلس الأمن يوم الثلاثاء 19 يوليو 2005 بالطلب من حكومات العالم تجميد الأرصدة المالية للحركة الإسلامية للإصلاح.
قام سعد الفقيه بنفي أن يكون لتنظيمه حسابات أو أموال في الولايات المتحدة الأميركية، وأكد أن القرار لن يؤثر على نشاط حركته حيث أنها لا تملك سوى بضع مئات من الجنيهات في البنوك، ونفى صلته بتنظيم القاعدة و"الإرهاب"، حيث قال أن حركته تتبع الوسائل السلمية سبيلا للتغيير الإصلاحي. 

## محاولة اختطافه
نجى الفقيه من محاولة للإيقاع به واختطافه عام 2003 في لندن، اتهم السلطات السعودية بالوقوف ورائها.